# Ценуроз
Ценуро́з (лат. Coenurosis, англ. Coenuriasis, також Справжня вертячка у тварин) — інвазія, яку спричинюють проміжні стадії стрічкових гельмінтів Taenia multiceps, Taenia serialis, Taenia brauni, Taenia glomerata, які є паразитами родини псових, зокрема собак (англ. Bladderworm). При цьому в організмі людини утворюються ценури (великі паразитарні міхури, що всередині містять одразу декілька зародків із голівками-сколексами). Через це ларвальну (личинкову) стадію T. multiceps називають часто Coenurus cerebralis. У інших згаданих гельмінтів також ларвальні стадії називають відповідно — Coenurus serialis або brauni або glomerata.

## Історичні відомості

### T. multiceps
Вперше був виявлений у людини в 1913 році в Парижі, коли під час патологоанатомічного розтину слюсаря, що помер від тривалої хвороби, яка перебігала з судомними нападами і афазією, були виявлені у головному мозку два великих пухирі, один з яких вже дегенерував, а інший був живим і містив у собі 75 сколексів (голівок стрічкового гельмінта).

### Т. serialis
Перший доведений випадок інвазії людини Т. serialis виявлено у 59-річної французької жінки в 1933 році. Ценури від цієї хворої дали з'їсти собаці, у якій, таким чином, в кишечнику були після цього знайдені 7 сколексів.

### T. brauni
Першого хворого, що мав ценуроз, який спричинив Т. brauni, виявлено в 1956 році.

### T. glomerata
Першого хворого на ценуроз, якого спричинив T. glomerata, виявлено в Нігерії в 1919 році. Цей хворий до того ж ще й хворів на проказу.

## Етіологія
Інвазії відносять до біогельмінтозів.
- Taenia multiceps паразитує у проміжних хазяїв — великої і малої рогатої худоби, коней та антилоп. Личинки (ценури) найчастіше локалізуються у мозку.
- Taenia serialis паразитує у проміжних хазяїв — кролів, зайців та гризунів. Ценури утворюються у підшкірних тканинах і внутрішньом'язовій сполучній тканині.
- Taenia brauni паразитує у проміжних господарів — піщанок в окремих регіонах Африки. Ценури утворюються у підшкірних тканинах та деяких внутрішніх органах цих тварин.
- Taenia glomerata також паразитує у піщанок. Ценури утворюються у м'язах. Кінцевий хазяїн цього гельмінта не встановлений.

## Епідеміологічні особливості
Собаки, лисиці є основними хазяями та джерелами цих інвазій. Проміжними хазяями є копитні, кролі, зайці, гризуни. Люди можуть заражатися фекально-оральним механізмом при випадковому заковтуванні яєць з контамінованою водою та продуктами, при контакті із зараженою собакою, в якої яйця є на шерсті та поверхні язика. Заражені люди для інших людей не становлять небезпеки. Хвороба поширена повсюди в світі, але в людей зустрічається рідко.

## Клінічні прояви
При зараженні людини Taenia multiceps як правило утворюються ценури в головному та спинному мозку, при інвазії іншими ценурними видами — ценури формуються в міжм'язовій сполучній тканині, підшкірній клітковині, черевній або грудній порожнині, оці.
- Ценуроз головного мозку проявляється головним болем, часто нападоподібним, іноді супроводжується блюванням, болем в області шиї, хребта, слабкістю, пітливістю, апатією. Поступово з'являються гіперкінези, атаксія, дезорієнтація у часі та просторі, напади втрати свідомості, парези, епілептиформні припадки. Об'єктивно відзначають вогнищеву втрату чутливості, менінгеальні симптоми (зокрема позитивний симптом Керніга, ригідність потиличних м'язів), застій на очному дні як ознака набряку-набухання головного мозку. При локалізації ценур в шлуночках головного мозку розвивається синдром Брунса (напади різкого головного болю, що супроводжуються запамороченням, блідістю або почервонінням шкіри, пітливістю, порушеннями дихання, брадикардією, в тяжких випадках — нерідко втратою свідомості, тонічними судомами).
- При розташуванні ценурів в спинному мозку можлива спастична нижня параплегія (парез або параліч нижніх кінцівок), розлади функцій тазових органів тощо.
- При ценурозі ока відзначають біль в оці, екзофтальм, зниження або втрату зору, підвищення внутрішньоочного тиску.
- У випадках розташування ценуру в підшкірній клітковині, міжм'язовій сполучній тканини пальпують пухлиноподібне утворення розміром від 1 до 8 см, дуже рідко такі утворення можуть локалізуватися в черевній або грудній порожнині.

При ураженні мозку прогноз несприятливий.

## Діагностика
У діагностиці використовують УЗД, КТ та МРТ, іноді морфологічне дослідження операційного або біоптатного матеріалу. Серологічні дослідження для цієї інвазії не розроблені.

## Лікування
Проводять празиквантелем в поєднанні з хірургічним втручанням. Іноді через розташування ценурів в деяких так званих «неоперабельних» ділянках головного мозку проведення нейрохірургічної операції не є можливим. Також з метою загибелі гельмінтів можна використовувати альбендазол і ніклозамід. Останній препарат на 2015 рік відсутній у Державному реєстрі лікарських засобів України.

## Профілактика
Переважно актуальна у тварин. Необхідним є уникнення зараження собак, рогатої худоби. Люди слід уникати вживання контамінованої яйцями цих стрічкових гельмінтів води та продуктів, контактів із зараженими чи бродячими собаками, у яких яйця є на шерсті та поверхні язика.

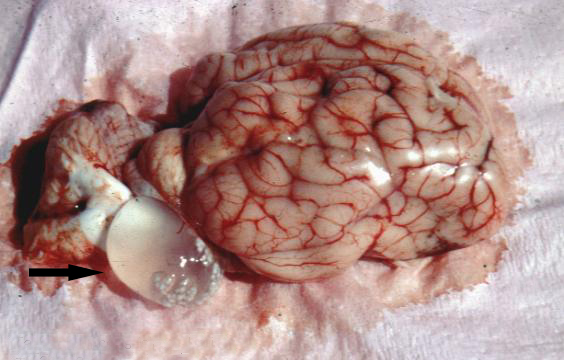
Ураження баранячого мозку Coenurus cerebralis (Taenia multiceps) з утворенням ценурів.

## Перебіг інвазій у тварин
Напевно в деяких регіонах світу (зокрема в Уельсі, південно-західній Шотландії та південному заході Англії) ценуроз, які спричинює Coenurus cerebralis, є одним з найбільш поширених причин захворювання ЦНС у овець і баранів. Реальну поширеність ценурозу важко оцінити, оскільки фермери і ветеринари часто не дають діагностувати хворобу і відправляють хвору тварину на забій без підтвердження або внесення до звіту. Велику частину заражених тварин встигають продати, до того, як перш клінічні ознаки виявляють. Стосовно поширення інших ценурних стрічкових гельмінтів — то це відбувається на обмежених територіях, а через ураження переважно диких тварин клінічні прояви практично не вивчені. У овець зараження відбувається, коли вони живляться травою, забрудненою онкосферами чи яйцями Taenia multiceps. Потім зародки гельмінта через кров мігрують в ЦНС тварини. Ценуроз може перебігати у овець у гострій чи хронічній формі.

### Гострий ценуроз у овець
Розвивається під час міграційної фази захворювання, як правило, починається через 10 днів після проковтування одночасно великої кількості яєць. Найчастіше це відбувається у молодих ягнят віком 6-8 тижнів. З'являється мінлива гіпертермія, не дуже яскраві неврологічні ознаки, зокрема млявість і невеликого рівня похитування та трясіння головою. Іноді ознаки є більш значними, і у тварини може розвитися енцефаліт, конвульсії і смерть протягом 4 — 5 днів.

### Хронічний ценуроз
Зазвичай розвивається у овечок віком 16-18 місяців. Час, необхідний для личинок щоб мігрувати і вирости у досить великі ценури, щоб проявитися у вигляді нервової дисфункції, варіює від 2 до 6 місяців. Найбільш ранні ознаки часто поведінкові, постраждалі тварини мають тенденцію стояти осторонь від стада і повільно реагують на зовнішні подразники. Як ценур зростає, клінічні ознаки прогресують до виникнення депресії, односторонньої сліпоти, безсистемного кружляння (вертячка), зміненого положення голови, порушення координації, паралічів і прийняття стійкого лежачого положення. Якщо не лікувати хворобу хірургічним шляхом, то тварина помре після прийняття лежачого положення.